# 維吾爾族達斯坦
維吾爾族達斯坦，是維吾爾族傳統民間文學曲藝，是中國國家級非物質文化遺產，「達斯坦」維語意為「敘事長詩」，可分為英雄達斯坦、愛情達斯坦歷史達斯坦，經典曲目有《烏古斯傳》、《艾里甫與塞乃木》、《諾孜古姆》等，演唱達斯坦的民間藝人被稱為「達斯坦奇」。